# Jhan Mariñez
Jhan Carlos Mariñez (nacido el 12 de agosto de 1988 en Santo Domingo) es un lanzador dominicano de Grandes Ligas que juega con los Cerveceros de Milwaukee. Anteriormente, pertenecía a los Tampa Bays. 
Equipos en los cuales ha pertenecido y ha jugado. 

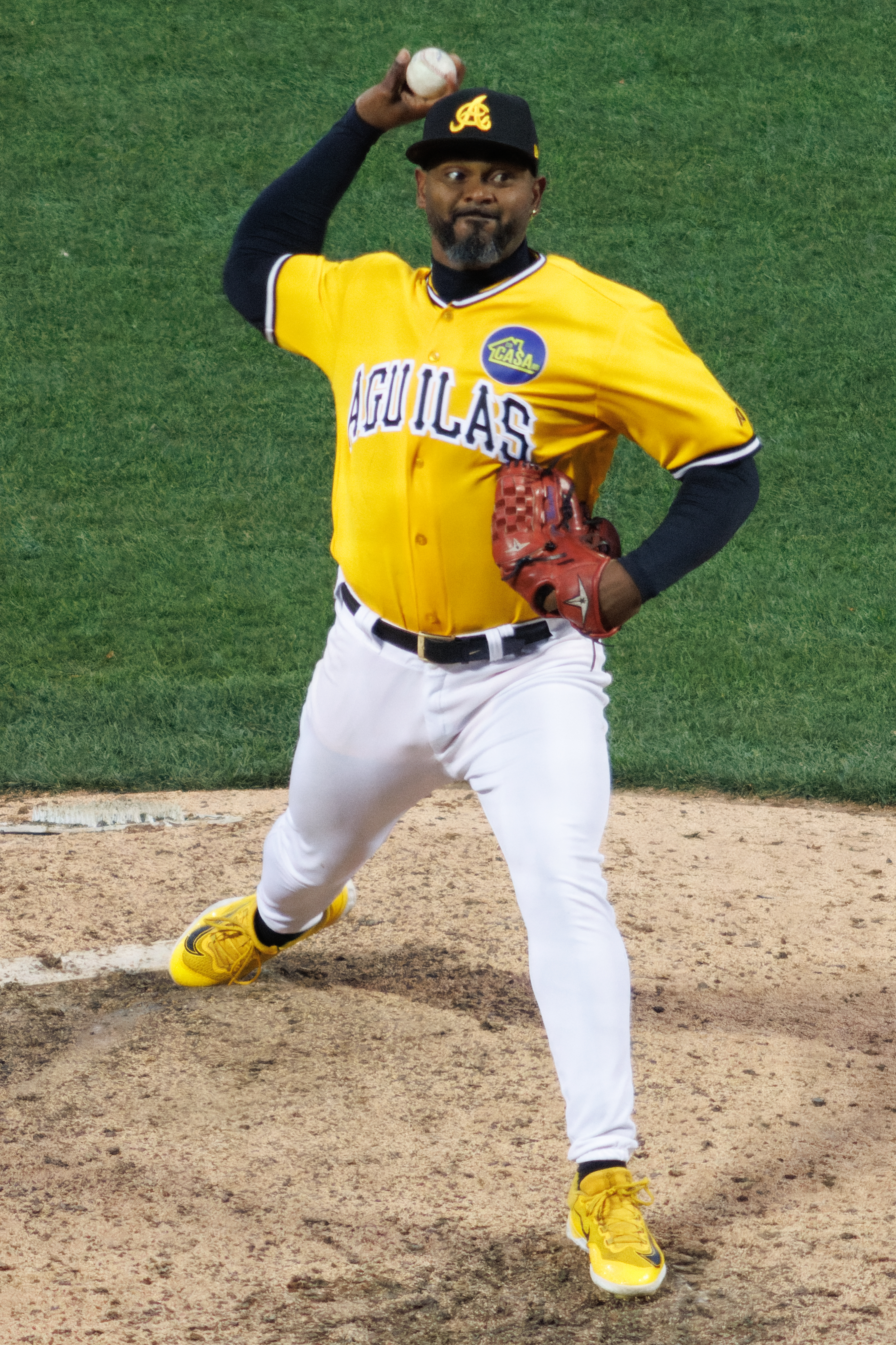

Miami Marlins, Chicago White Sox, Detroit Tigers, Los Angeles Dodgers, Tampa Bay Rays, Milwaukee Brewers, Pittsburgh Pirates, Texas Rangers, Baltimore Orioles.
Mariñez fue firmado por los Marlins como amateur el 25 de abril de 2006 y llamado a las Grandes Ligas por primera vez el 15 de julio de 2010.
Mariñez y Osvaldo Martínez fueron enviados a los Medias Blancas en compensación por la contratación de Ozzie Guillén por los Marlins, ya que Guillén tenía un año restante en su contrato con los Medias Blancas.
Jhan Mariñez exjugador de las Águilas Cibaeñas en la liga invernal de la República Dominicana 2023-2024. 
Actualmente lanzador en la liga de verano en México con los conspirados de Querétaro.
Próximamente en la liga invernal de República Dominicana con las estrellas orientales, de san Pedro de Macorís.
En 2016 fue cambiado a los Cerveceros de Milwaukee por el equipo de los Rayos de Tampa a Cambio de dinero en efectivo.
Participó en los juegos olímpicos de Tokio 2020, conquistando la medalla de bronce para República Dominicana. 